# جوآن کالینز
جوآن کالینز (انگلیسی: Joan Collins؛ زاده ۲۳ مهٔ ۱۹۳۳) هنرپیشه و مدل اهل بریتانیا است.
او مادر بزرگ کارا دلوینَ است.

## بخشی از فیلم‌شناسی
- ۱۹۵۵ - ملکه باکره
- ۱۹۵۵ - سرزمین فراعنه
- ۱۹۵۶ - جنس مخالف
- ۱۹۵۷ - همسر دریایی
- ۱۹۵۷ - اتوبوس سرگردان
- ۱۹۵۸ - شجاعان
- ۱۹۶۰ - استر و شاه
- ۱۹۶۴ - زمان سخت شاهزادگان
- ۱۹۷۹ - آفتاب‌سوختگی
- ۱۹۸۳ - فندق‌شکن
- ۱۹۶۷ - ویرجینیایی
- ۱۹۶۷ - بتمن
- ۱۹۶۹ - مأموریت: غیرممکن
- ۱۹۷۲ - ترغیب‌گران!
- ۱۹۷۵ - سوئیچ
- ۱۹۷۵ - فضا: ۱۹۹۹
- ۱۹۷۶ - باره‌تا
- ۱۹۷۷ - امپراتوری مورچه‌ها
- ۱۹۸۱ - دودمان
- ۱۹۸۳ - هانسل و گرتل
- ۱۹۹۵ - در چله سرد زمستان
- ۲۰۰۱ - این زنان پیر
- ۲۰۰۶ - هتل بابل
- اوزی، ۲۰۰۶
- والنتینو: آخرین امپراتور، ۲۰۰۸
- ۲۰۰۹ - مارپل آگاتا کریستی
- ۲۰۱۰ - قواعد نامزدی
- صرفه جویی در سانتا، ۲۰۱۳
- ماه مالی: هیپنوتیزم باور نکردنی، ۲۰۱۴
- زمان زندگی شان، ۲۰۱۵